# Tom Duquesnoy
Pour les articles homonymes, voir Duquesnoy.
Tom Duquesnoy,né le 21 juin 1993 à Lens dans le département du Pas-de-Calais en France,
est un pratiquant français d'arts martiaux mixtes (MMA). Numéro un français depuis 2013 chez les poids plumes[réf. nécessaire], il a obtenu les ceintures européennes du Belgium Beatdown et du Killacam et il est l'ancien détenteur de deux ceintures mondiales de la BAMMA. Il annonce sa retraite du MMA en mai 2019.

## Carrière en MMA
La passion de Tom Duquesnoy pour le MMA lui vient très jeune après avoir visionné les DVD du Pride Fighting Championships et de l'Ultimate Fighting Championship (UFC). Son modèle de l'époque est le Russe Fedor Emelianenko, champion du Pride FC qui est issu du sambo.
Tom Duquesnoy s'entraîne dans cette discipline dès l'âge de douze ans. Parallèlement il pratique la boxe anglaise, boxe thaï et la lutte avant de se consacrer aux arts martiaux mixtes.
En 2012, il confirme son entrée chez les pros avec quatre victoires pour ses quatre premiers combats et est élu « révélation de l'année » aux Awards du MMA français de 2012.
Il remporte ses deux premiers combats au Killacam en 35 secondes, ce qui lui vaut le droit de combattre au sein de l'organisation British Association of Mixed Martial Arts (BAMMA), plus grande organisation européenne,. Il devient le champion poids plume (featherweight, -65,8 kg) du Bamma pour son deuxième combat dans cette organisation.
Il est détenteur de deux ceintures européennes (Belgium Beatdown et Killacam) et d'une ceinture mondiale (BAMMA).
Il fut numéro un mondial des poids plume chez les moins de 21 ans, et est aujourd'hui considéré par la presse spécialisée comme l'un des meilleurs espoir mondiaux de cette catégorie de poids,
Fin 2015, Duquesnoy annonce poursuivre sa carrière dans la catégorie des poids coq (61,3 kg) et exprime son souhait de combattre prochainement pour le titre BAMMA dans cette division, afin d'effectuer une unification des deux ceintures poids plume et poids coq. En février 2016, il remporte son premier combat dans sa nouvelle catégorie face à Damien Rooney, par KO au premier round. En mai 2016, il bat Shay Walsh par KO au premier round afin de remporter la ceinture de champion des poids coqs.
Le 16 janvier 2017, il annonce qu'il vient de signer un contrat de plusieurs combats avec l'Ultimate Fighting Championship. Il combattra dans la catégorie des poids coqs (135 lb). Le 15 avril 2017, il a battu Patrick Williams lors de son premier combat dans la promotion américaine.
En mai 2019 il annonce sa retraite du MMA sur les réseaux sociaux.

### Distinctions
- Belgium Beatdown
  - Détenteur de la ceinture de Belgium Beatdown (13 avril 2013).
- Killacam Promotions
  - Champion Killacam Promotions (25 août 2013 face à Scott Hunt).
- Bamma
  - Champion Bamma des poids plumes (depuis le 5 avril 2014 face à Teddy Violet, deux défenses face à Ashleigh Grimshaw et Krzysztof Klaczek).
  - Champion Bamma des poids coqs (depuis le 14 mai 2016 face à Shay Walsh, un défense face à Alan Philpott).

### Palmarès en MMA
| 19 combats     | 16 victoires | 2 défaites |
| Par KO         | 8            | 0          |
| Par soumission | 4            | 1          |
| Sur décision   | 4            | 1          |
| Sans décision  | 1            | 1          |

| Résultat      | Record   | Adversaire            | Méthode                                       | Événement                              | Date              | Round | Temps | Lieu                                                | Notes                                                             |
| ------------- | -------- | --------------------- | --------------------------------------------- | -------------------------------------- | ----------------- | ----- | ----- | --------------------------------------------------- | ----------------------------------------------------------------- |
| Victoire      | 16-2 (1) | Terrion Ware          | Décision unanime                              | UFC Fight Night 127                    | 17 mars 2018      | 3     | 5:00  | O2 Arena, Londres, Angleterre                       |                                                                   |
| Défaite       | 15-2 (1) | Cody Stamann          | Décision partagée                             | UFC 216                                | 7 octobre 2017    | 3     | 5:00  | T-Mobile Arena, Las Vegas (Nevada), États Unis      |                                                                   |
| Victoire      | 15-1 (1) | Patrick Williams      | TKO (coups de coude)                          | UFC on Fox: Johnson vs. Reis           | 15 avril 2017     | 2     | 0:28  | Sprint Center, Kansas City (Missouri), États Unis   |                                                                   |
| Victoire      | 14-1 (1) | Alan Philpott         | Soumission (étranglement arrière)             | BAMMA 27 - Duquesnoy vs. Philpott      | 16 décembre 2016  | 2     | 3:35  | Ireland 3Arena, Dublin, Irlande                     | Défend le titre des poids coqs du Bamma.                          |
| Victoire      | 13-1 (1) | Shay Walsh            | KO (coup de coude)                            | BAMMA 25: Champion vs. Champion        | 15 mai 2016       | 1     | 1:15  | Barclaycard Arena, Birmingham, Angleterre           | Pour le titre de champion des poids coqs du Bamma.                |
| Victoire      | 12-1 (1) | Damien Rooney         | KO (coup de poing)                            | BAMMA 24: Kone vs. Philips             | 27 février 2016   | 1     | 1:22  | Ireland 3Arena, Dublin, Irlande                     | Début des poids coqs de la BAMMA.                                 |
| Victoire      | 11-1 (1) | Brendan Loughnane     | Décision partagée                             | BAMMA 22: Duquesnoy vs. Loughnane      | 19 septembre 2015 | 3     | 5:00  | Ireland 3Arena, Dublin, Irlande                     | Défend le titre des poids plumes de la BAMMA.                     |
| Victoire      | 10-1 (1) | Krzysztof Klaczek     | TKO (coup de pied au corps et coups de poing) | Bamma 18: Duquesnoy vs. Klaczek        | 21 février 2015   | 3     | 1:37  | Wolverhampton Civic Hall, Wolverhampton, Angleterre | Défend le titre de champion des poids plume du Bamma.             |
| Sans décision | 9-1 (1)  | Ashleigh Grimshaw     | Sans décision (coup dans les parties)         | Bamma 16: Daley vs. Da Rocha           | 13 septembre 2014 | 1     | 0:11  | Victoria Warehouse, Manchester, Angleterre          | Défend le titre de champion des poids plume du Bamma.             |
| Victoire      | 9-1      | Teddy Violet          | Soumission (triangle)                         | Bamma 15: Thompson vs. Selmani         | 5 avril 2014      | 2     | 1:29  | Copper Box Arena, Londres, Angleterre               | Pour le titre de champion des poids plume du Bamma.               |
| Victoire      | 8-1      | James Saville         | TKO (coups de coude et coups de poing)        | Bamma 14: Daley vs. da Silva           | 14 décembre 2013  | 2     | 4:04  | LG Arena, Birmingham, Angleterre                    | Début au Bamma.                                                   |
| Victoire      | 7-1      | Scott Hunt            | TKO (GNP)                                     | Killacam Promotions 6: Mercenaries     | 25 août 2013      | 1     | 0:35  | Margate, Angleterre                                 | Pour le titre de champion des poids plume du Killacam Promotions. |
| Victoire      | 6-1      | Azdren Thaqi          | Soumission (guillotine)                       | BB: Belgium Beatdown 4                 | 13 avril 2013     | 2     | 0:19  | Birmingham Palace, Bruxelles, Belgique              | Remporte le tournoi des -66 kg du Belgium Beatdown.               |
| Victoire      | 5-1      | Evgeniy Odnorog       | Décision unanime                              | BB: Belgium Beatdown 4                 | 13 avril 2013     | 2     | 5:00  | Birmingham Palace, Bruxelles, Belgique              | tournoi des -66 kg du Belgium Beatdown.                           |
| Défaite       | 4-1      | Makwan Amirkhani (en) | Soumission (Brabo Choke)                      | Cage 21: Turku 2                       | 2 février 2013    | 1     | 2:30  | Logomo, Turku, Finlande                             |                                                                   |
| Victoire      | 4-0      | Andrew Elliott        | Soumission (guillotine)                       | Killacam Promotions 5: Apocalypse      | 8 décembre 2012   | 1     | 0:35  | Margate, Angleterre                                 |                                                                   |
| Victoire      | 3-0      | Mickael Ignaczak      | TKO (frappes)                                 | HFC 5: Hard Fighting Championship      | 23 juin 2012      | 2     | 2:00  | Bruchsal, Allemagne                                 |                                                                   |
| Victoire      | 2-0      | Manuel Collet         | Décision unanime                              | Shooto Belgium: International MMA Open | 6 mai 2012        | 2     | 5:00  | Parc des Sports, Charleroi, Belgique                |                                                                   |
| Victoire      | 1-0      | Aboubacar Askabov     | TKO (frappes)                                 | HFC: Contender                         | 11 février 2012   | 1     | 4:15  | Bruchsal, Allemagne                                 |                                                                   |

## Éléments notables
- Tom Duquesnoy remporte son tout premier combat de boxe anglaise en tout juste 13 secondes devant son public liévinois et ses camarades de classe, ce qui lui vaut le prix de boxeur de la soirée et le titre de champion régional[18].
- Tom Duquesnoy a posé deux fois pour les artistes contemporains Pierre et Gilles ; dans une première œuvre intitulée The Firekid où il est représenté dos contre la cage en tenue de combat[19]. Et un deuxième tableau qui sort en septembre 2015 pour Numéro magazine appelé Les Yeux du Dragon dans un décor Kitsch en position de coup de pied latéral ambiance Parisienne-Asiatique années 80.
- En septembre 2014, Tom Duquesnoy fait la couverture du magazine français Karaté Bushido[20].
- Streameur Twitch: Tomfirekid